# Standard Liège (kvinder)
Standard Fémina de Liège er Standard Liège's kvindeafdeling og det mest vindende hold i kvindernes fodbold i Belgien, med 17 mesterskabstitler - 15 i den Belgiske føstedivision, dengang den var den øverste række i kvindernes fodbold i Belgien, og to gange i Super League, den nuværende øverste række. Derudover var holdet det best placerede belgiske hold i den nu nedlagte liga BeNe League, der var en fælles begisk-Hollandsk fodboldliga for kvinder fra 2012-13 til 2014-15. Standard Liège vandt titlen i den sidste sæson af BeNeLeague.
Holdet blev etableret i 1971 som Saint-Nicolas FC Liège, før de skiftede navn til det nuværende tre år senere, efter at de havde vundet den første udgave af den belgiske fodboldliga for kvinder.

## Resultater fra UEFA turneringer
| Sæson   | Turnering                | Runde                | Hjemme | Ude | Sammenlagt | Modstander        |
| ------- | ------------------------ | -------------------- | ------ | --- | ---------- | ----------------- |
| 2009–10 | Women's Champions League | Sekstendedelsfinaler | 0–0    | 1–3 | 1–3        | Montpellier       |
| 2011–12 | Women's Champions League | Sekstendedelsfinaler | 0–2    | 4–3 | 4–5        | Brøndby           |
| 2012–13 | Women's Champions League | Sekstendedelsfinaler | 1–3    | 0–5 | 1–8        | Turbine Potsdam   |
| 2013–14 | Women's Champions League | Sekstendedelsfinaler | 2–2    | 1–3 | 3–5        | Glasgow City LFC  |
| 2014–15 | Women's Champions League | Kvalifikationsrunde  |        |     | 0–1        | Atlético Ouriense |
| 2014–15 | Women's Champions League | Kvalifikationsrunde  |        |     | 10–0       | Cardiff Met.      |
| 2014–15 | Women's Champions League | Kvalifikationsrunde  |        |     | 1–0        | ASA Tel Aviv      |
| 2015–16 | Women's Champions League | Sekstendedelsfinaler | 0–2    | 0–6 | 0–8        | 1. FFC Frankfurt  |